# Pralesnička barvířská
Pralesnička barvířská (Dendrobates tinctorius), též pralesnička mnohobarvá je druh pralesničky rodu Dendrobates. Jedná se o jeden z větších druhů pralesniček, je velká asi 5 cm. Žije především v lesích v Guyanské vysočině. Vyskytuje se v východní Guyaně, v jihozápadním Surinamu, v malé části severovýchodní Brazílie, a skoro celé Francouzské Guyaně, mimo malé přímořské oblasti na východě.

## Jed
Jako většina druhů pralesniček rodu Dendrobates, pralesnička barvířská je velice toxická, jestliže je zkonzumována. Produkuje pumiliotoxiny, které používá k sebeobraně. I když jsou pumiliotoxiny slabší než allopumiliotoxiny a batrachotoxiny, produkované pralesničkami rodu Phyllobates, jsou dostatečně toxické, aby odradily většinu zvířat od jejich konzumace. V případě pralesničky barvířské toxiny mohou u člověka způsobit bolest, křeče a ztuhlost, pokud je s pralesničkou zacházeno hrubě. Vzhledem k jedu pralesniček barvířských a jejich barvám se jim zvířata, která se živí jinými, nejedovatými žábami, vyhýbají, jelikož existuje mnoho druhů pralesničky barvířské a jejich většinou velké množství barev varuje před toxicitou.
Místní domorodci používají pralesničky barvířské jako dekoraci. Mladým zeleným papouškům je vytrženo peří a místo, kde bylo papouškům peří vytrženo, je následně potřeno jedem pralesničky. Když peří znovu doroste, jed způsobí, že peří vyroste žluté nebo červené spíše než zelené. Toto peří je velice ceněno.

## Popis
Pralesnička barvířská je větší než většina druhů pralesniček, ale pralesnička strašná (Phyllobates terribilis) a pralesnička třípruhá (Ameerega trivittata) mohou být větší. Mnoho malých forem pralesničky barvířské je velkých jen asi 3,5 cm, většina mutací je velká 5 cm nebo mírně více, některé větší mutace mohou však překročit i 7 cm. Po nějaký čas bylo o jedincích v zajetí myšleno, že nejsou schopni dosáhnout stejné velikosti jako žáby v přírodě, pozdější důkazy ukázaly, že jedinci v zajetí nevyrostli do maximální možné velikosti zřejmě kvůli rozdílům v potravě a postrádání vitaminů a minerálů. Později měli někteří chovatelé štěstí a jejich pralesničky barvířské vyrostly do velké velikosti.
Pralesnička barvířská je jeden z nejrozmanitějších druhů všech pralesniček. Nejčastější mutace Cobalt má černé tělo a nepravidelný vzor žlutých, bílých až světle modrých pruhů kolem zad, boků, hrudi, hlavy a břicha. U některých mutací však může být tělo především modré (např. pralesnička azurová, která však bývá někdy označována jako samostatný druh), žluté nebo bílé. Barvy nohou přecházejí z bledě modré, nebesky modré nebo šedomodré do královsky modré, dále pak jsou posety malými kobaltově modrými, tmavomodrými a královsky fialovými tečkami. Unikátní mutace Matécho je téměř celá žlutá s černými skvrnami a trochou bílých skvrnek na nohou. Jiná unikátní mutace, Citronella, je především zlatožlutá s malými černými tečkami na břiše a královsky modrýma nohama bez černých teček.
Samci jsou většinou menší a štíhlejší než samice, ale mají větší přísavkové disky na prstech. Přísavkové disky samice jsou ve tvaru kruhu, přičemž přísavkové disky samce jsou ve tvaru srdce. Také samice mají kulatá záda, přičemž samci je mají zkřivená.

## Druhy
Druhy pralesničky barvířské se dělí na dva typy: poddruhy a mutace. Existuje celkem 45 poddruhů pralesničky barvířské: Alanis, Atachi Bakka, Awarape, Azureus, Azureus Wattley, Bakhuis, Bakhuis Northern, Black Surinam, Blue Sipaliwini, Brasilianer, Cayenne, Citronella, Cobalt, Dasha, Green Sipaliwini, Grijspoot, Kabalebo, Kaysergebirge, Koetari, La Fumée, Lawa, Lorenzo, Matécho, Monte Dourado, Natasha, New River, Nikita, Nominat, Nouragues, Oelemarie, Orange Gebergte, Ouanary, Oyapock, Patricia, Regina, Robertus, Saül, Tafelberg, Trois Pitons, True Sipaliwini, Tumucumaque, Villa Nova, Weygoldt, Wilhelmina Gebirge a Yellow Black. Někteří batrachologové se však domnívají, že některé z těchto poddruhů jsou samostatné druhy.

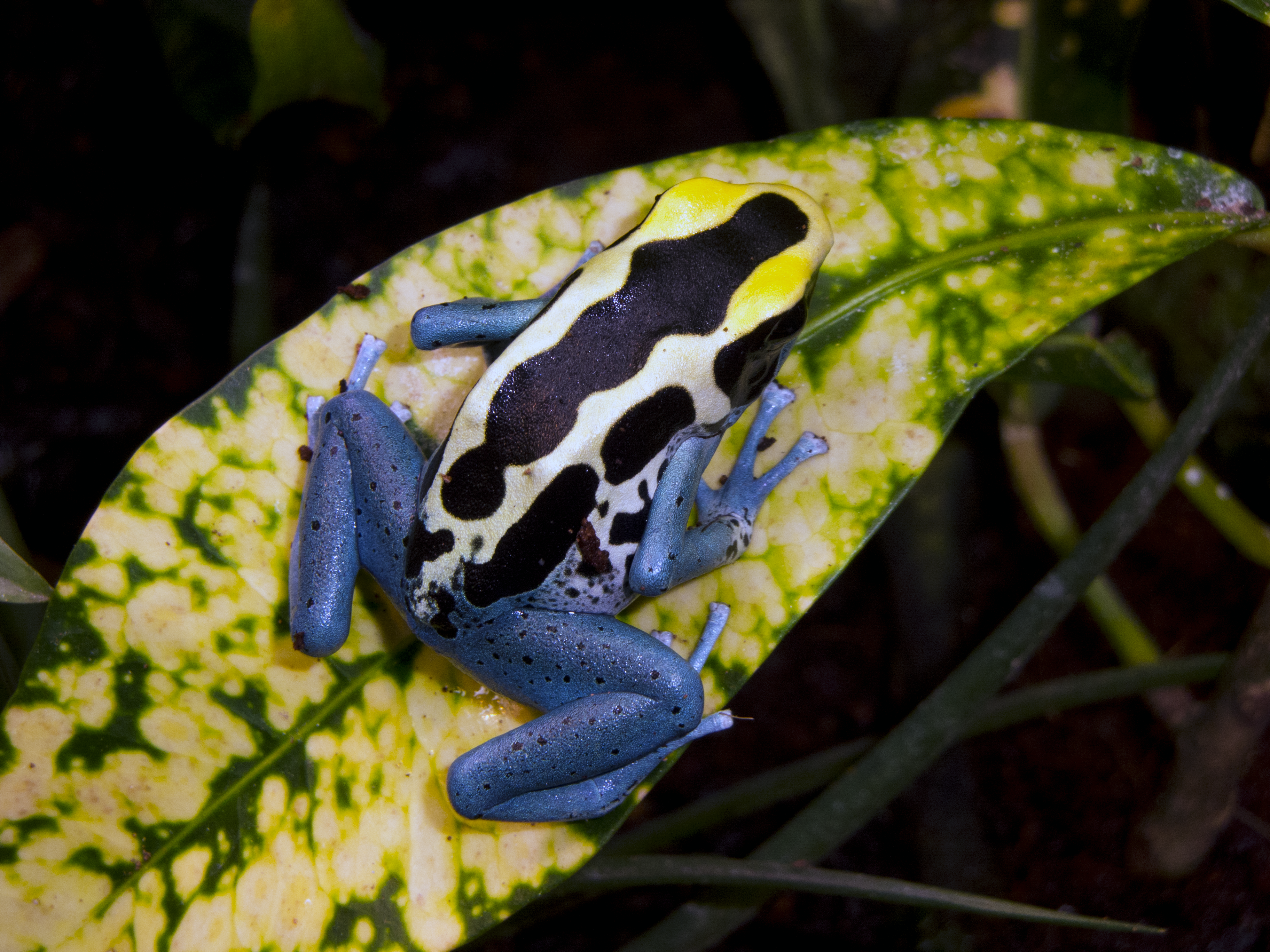
Patricia
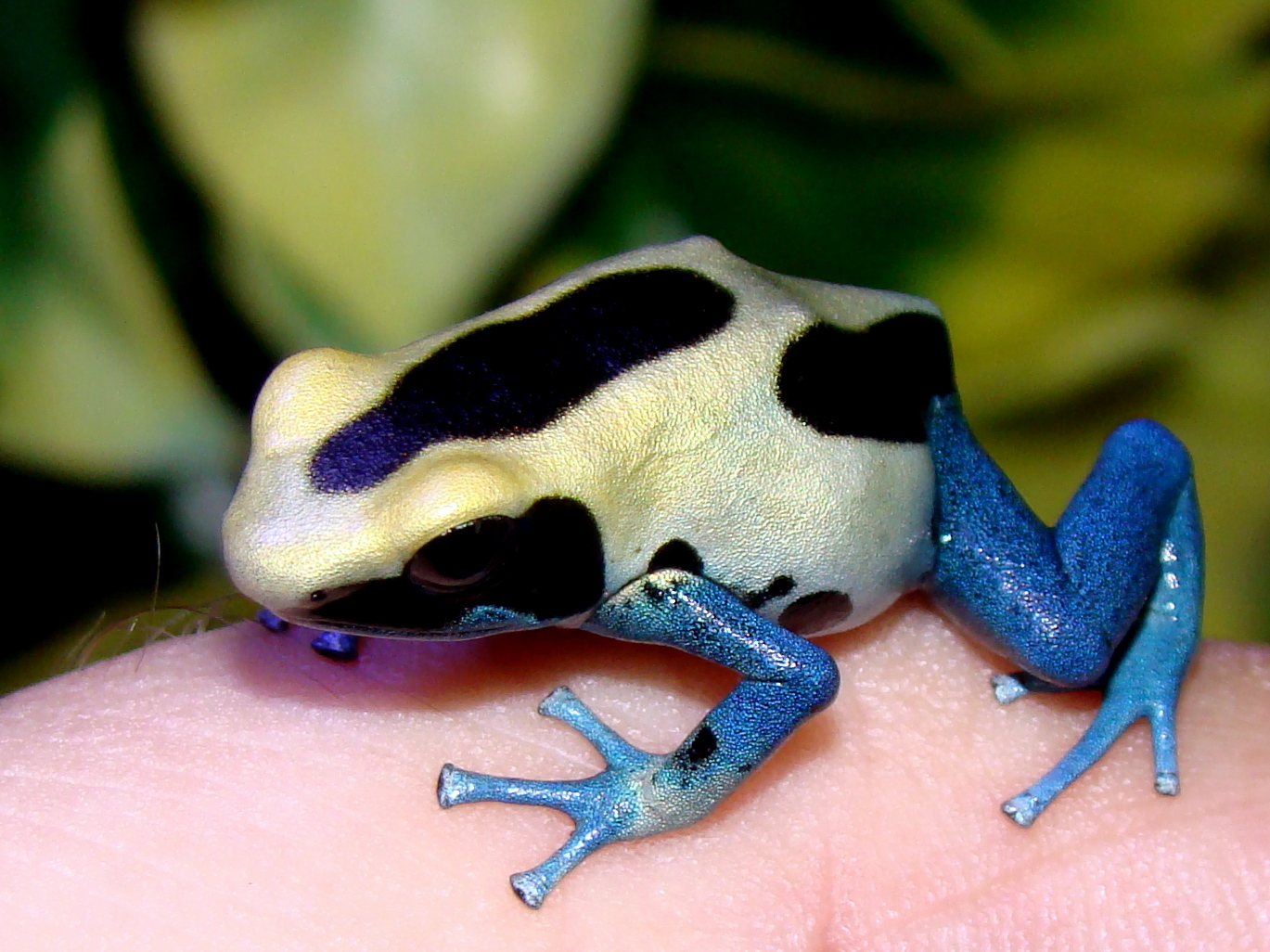
Patricia
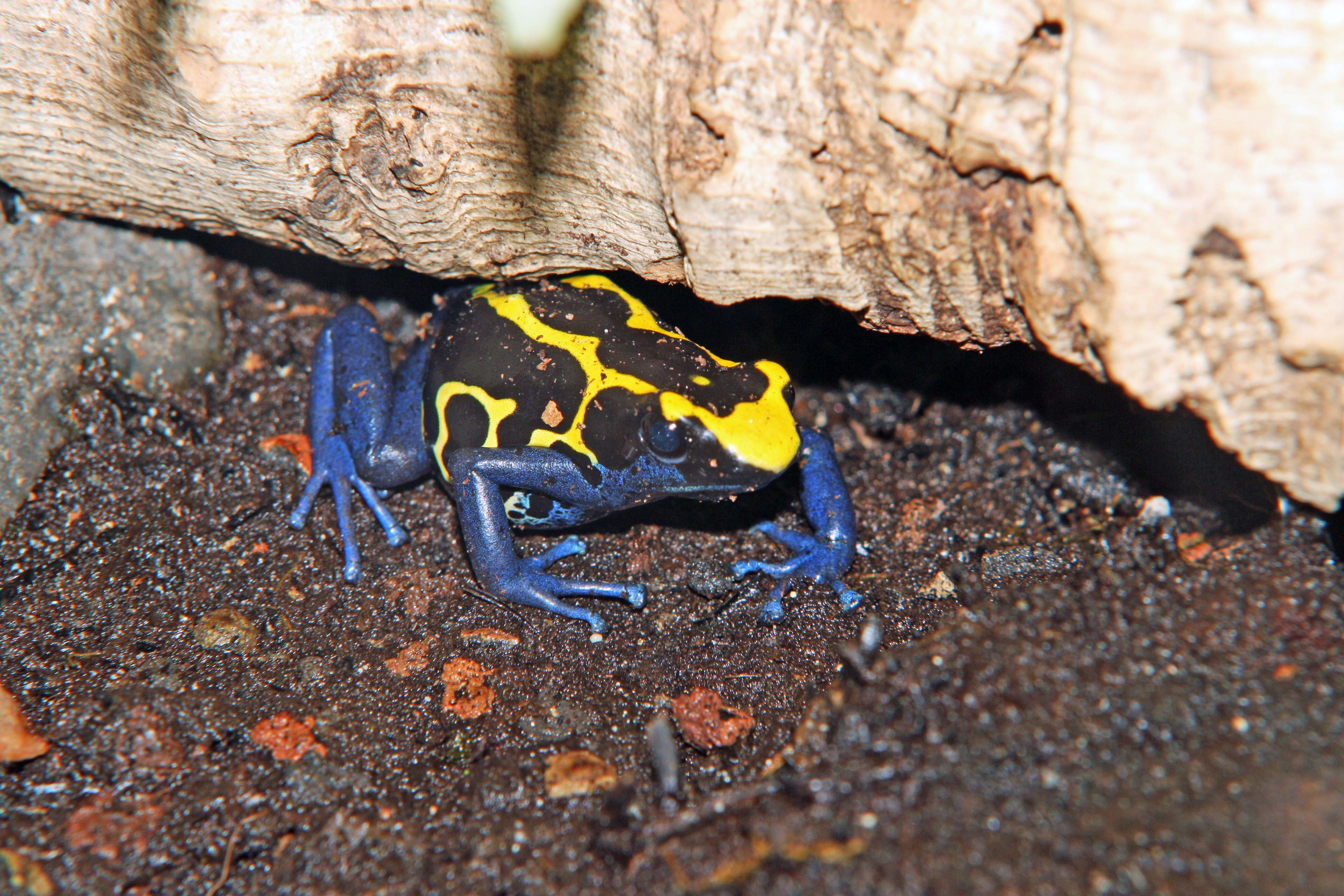
Nominat
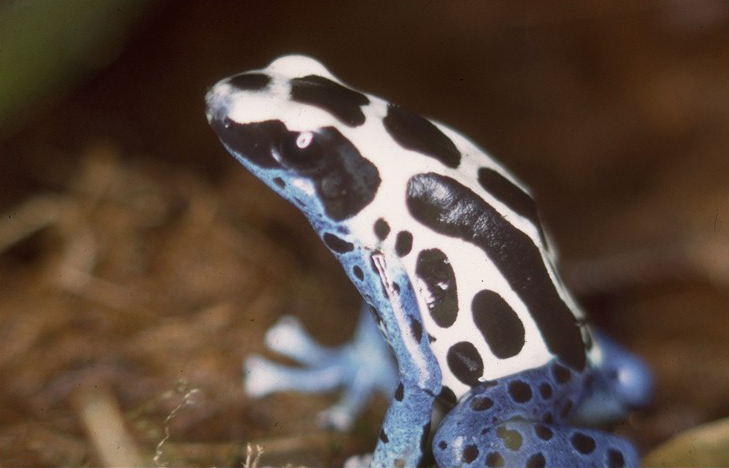
Oyapock
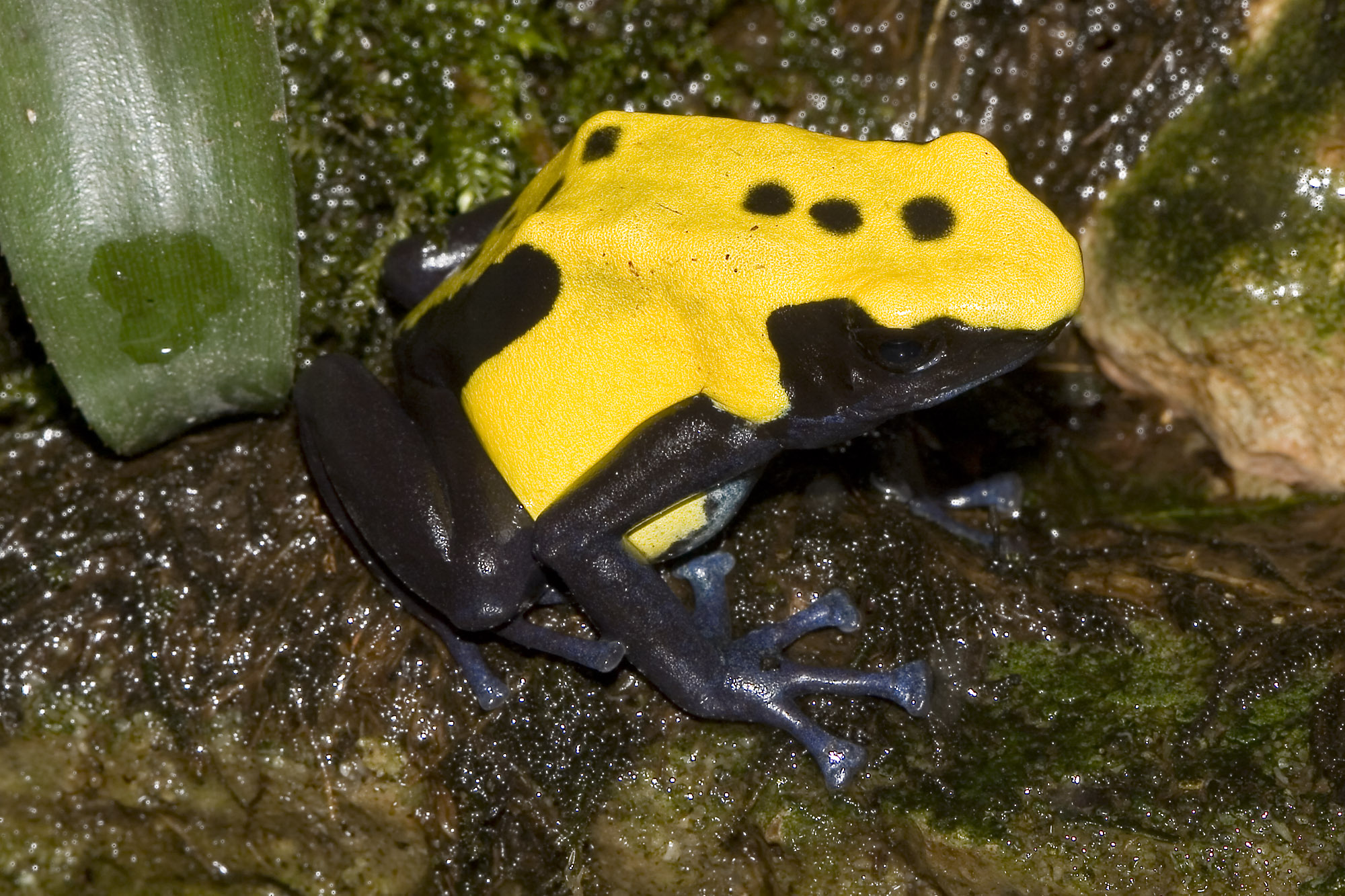
Citronella
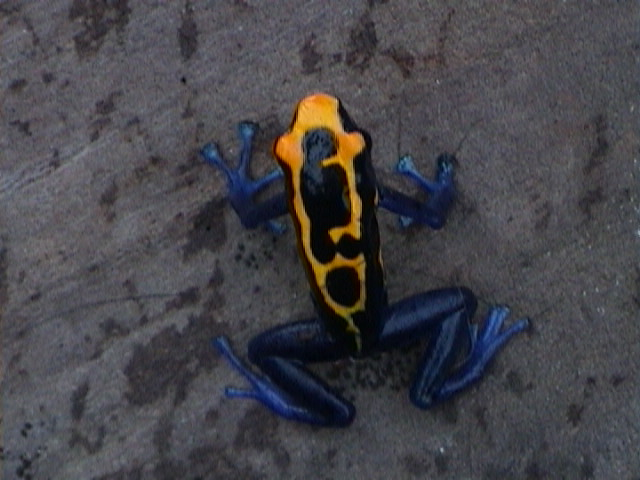
Bakhuis
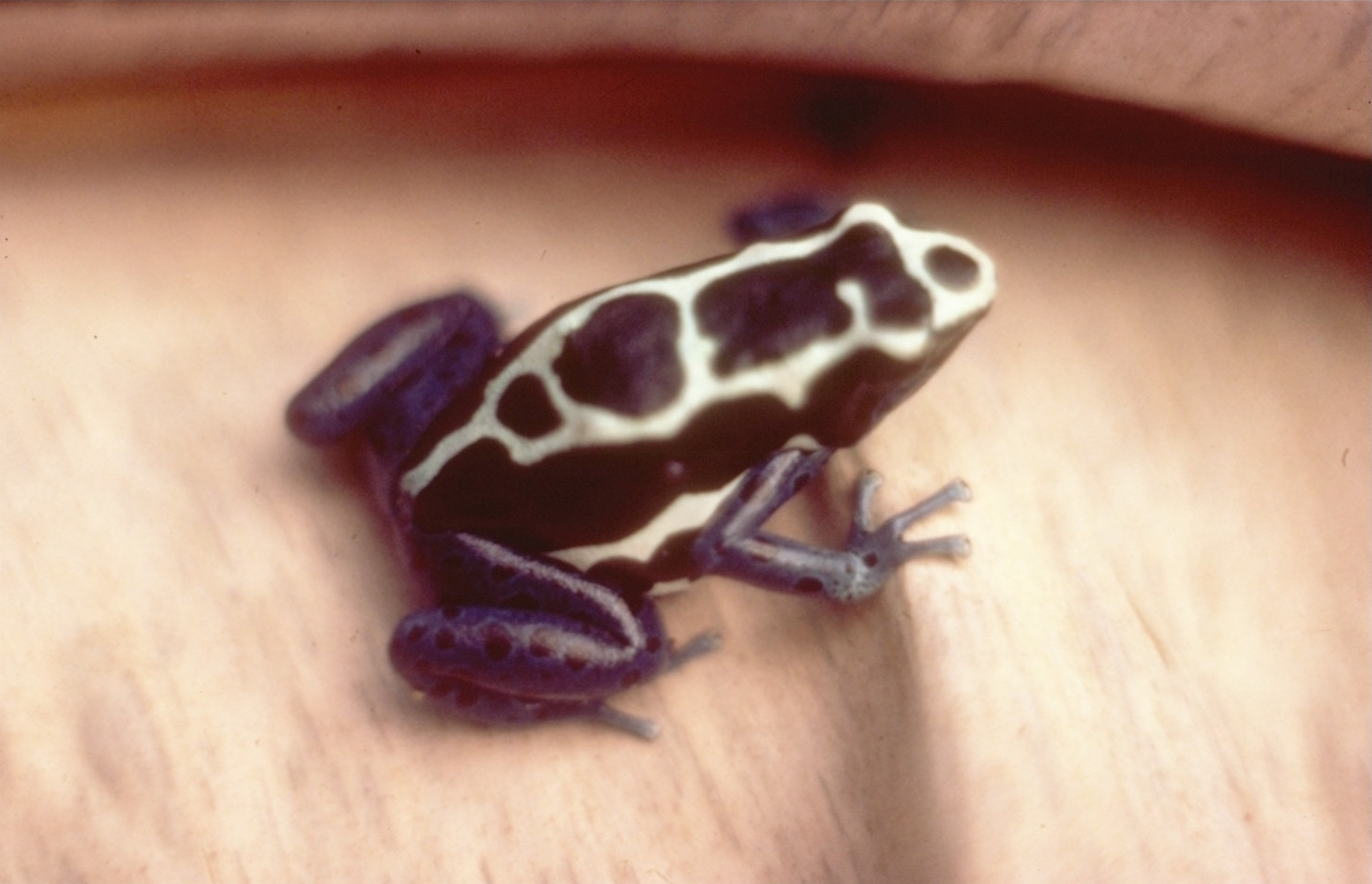
Cayenne
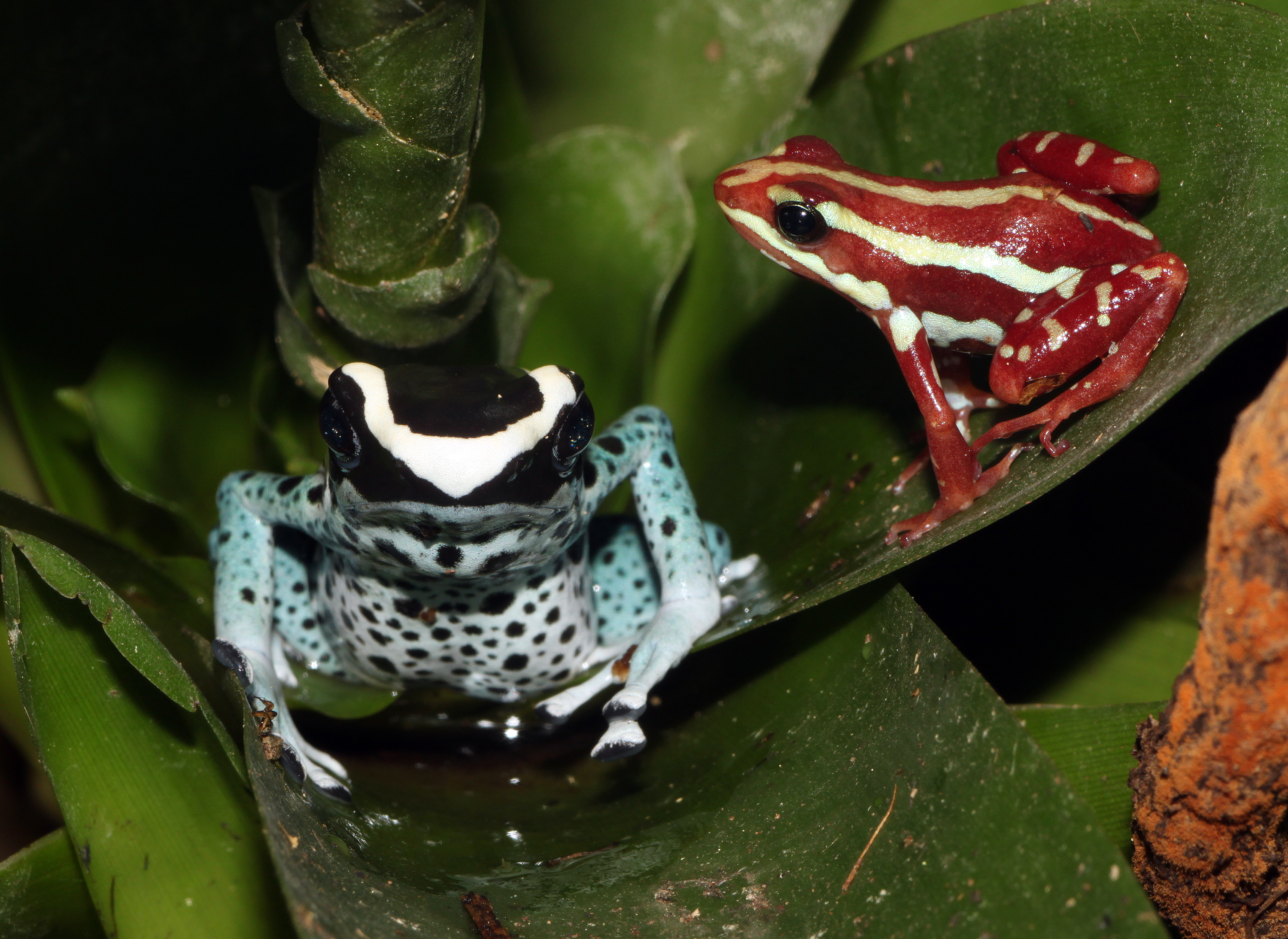
Vlevo mutace Awarape, vpravo pralesnička tříbarvá
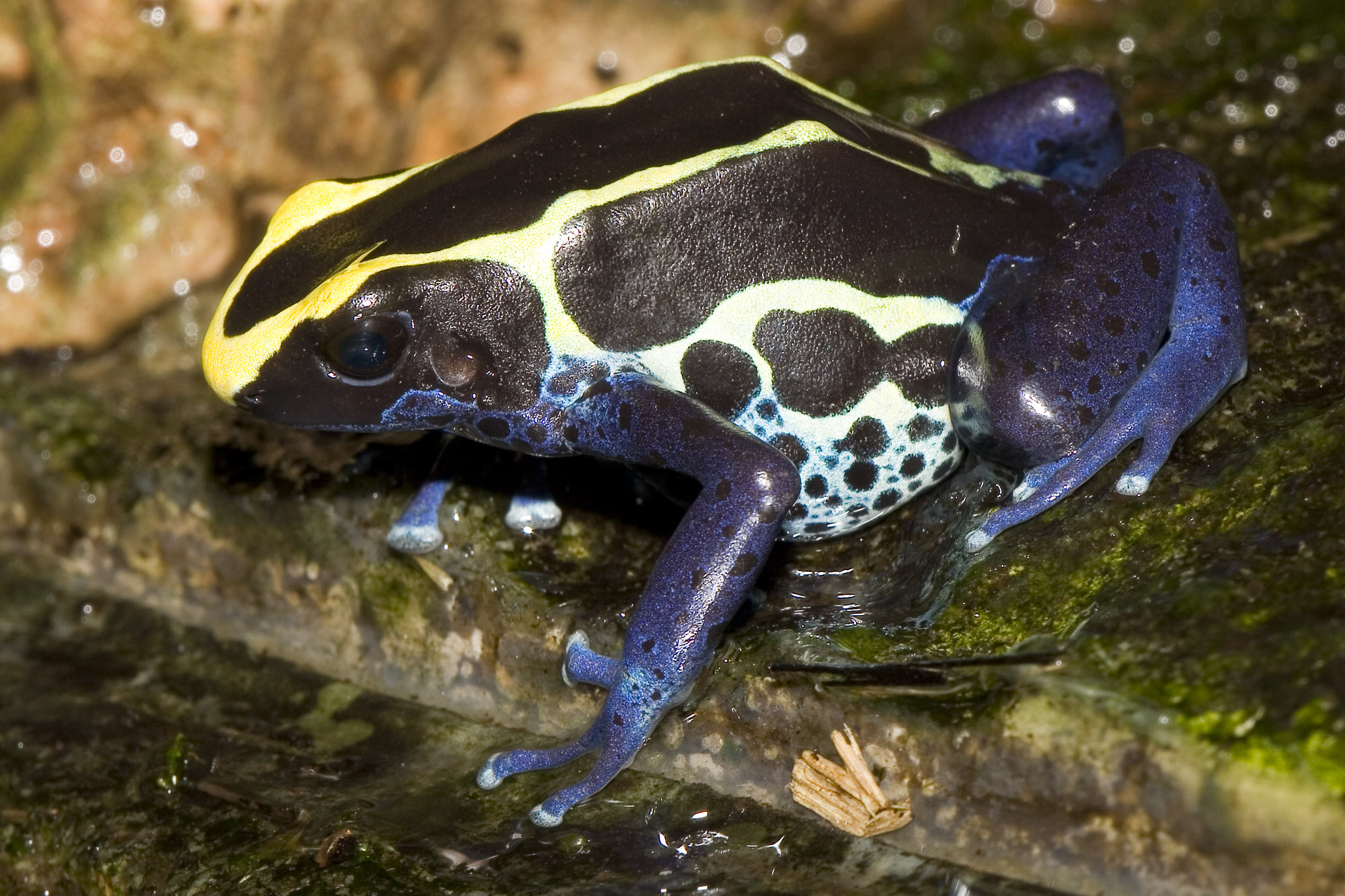
Cobalt
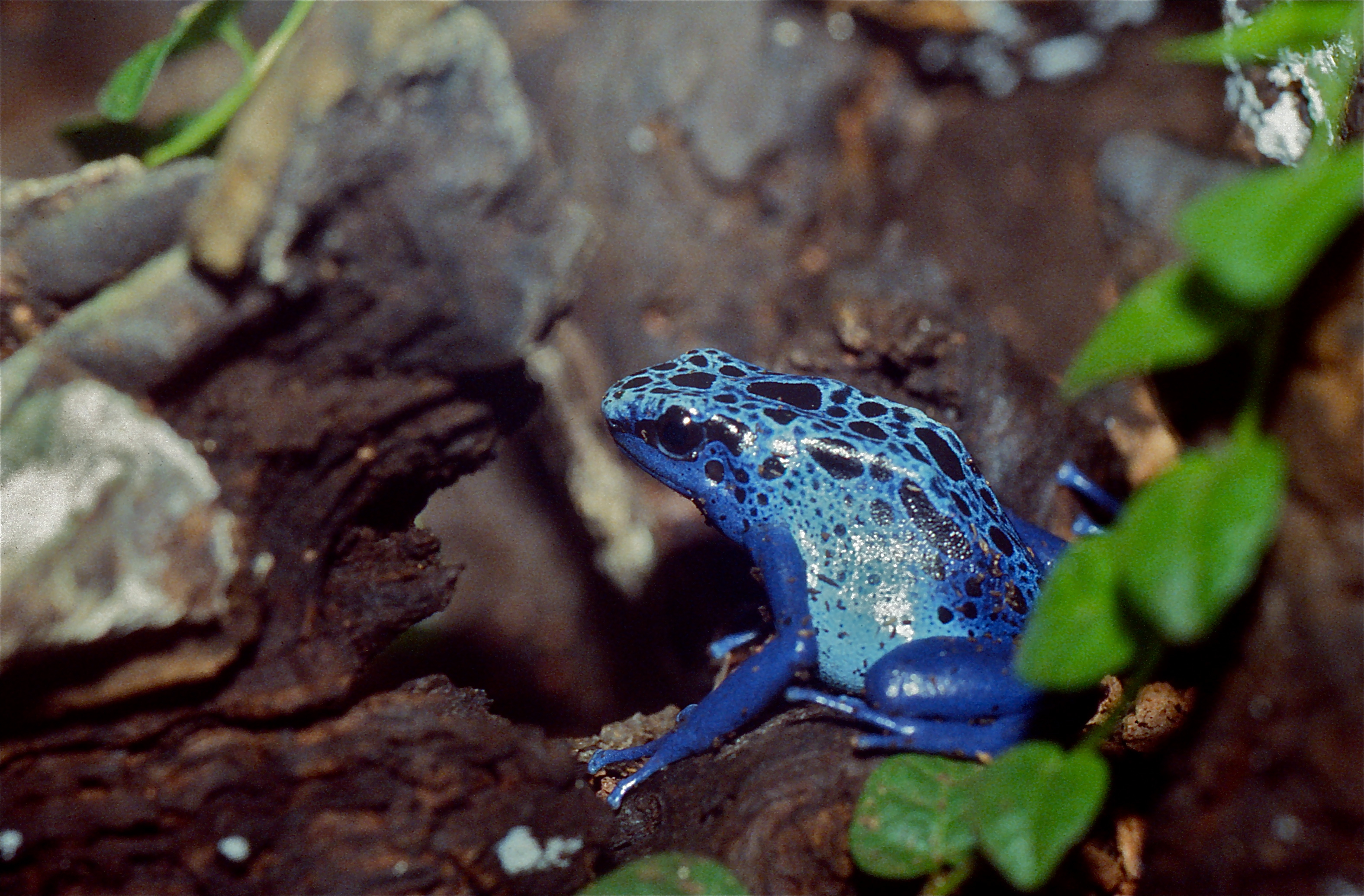
Azureus
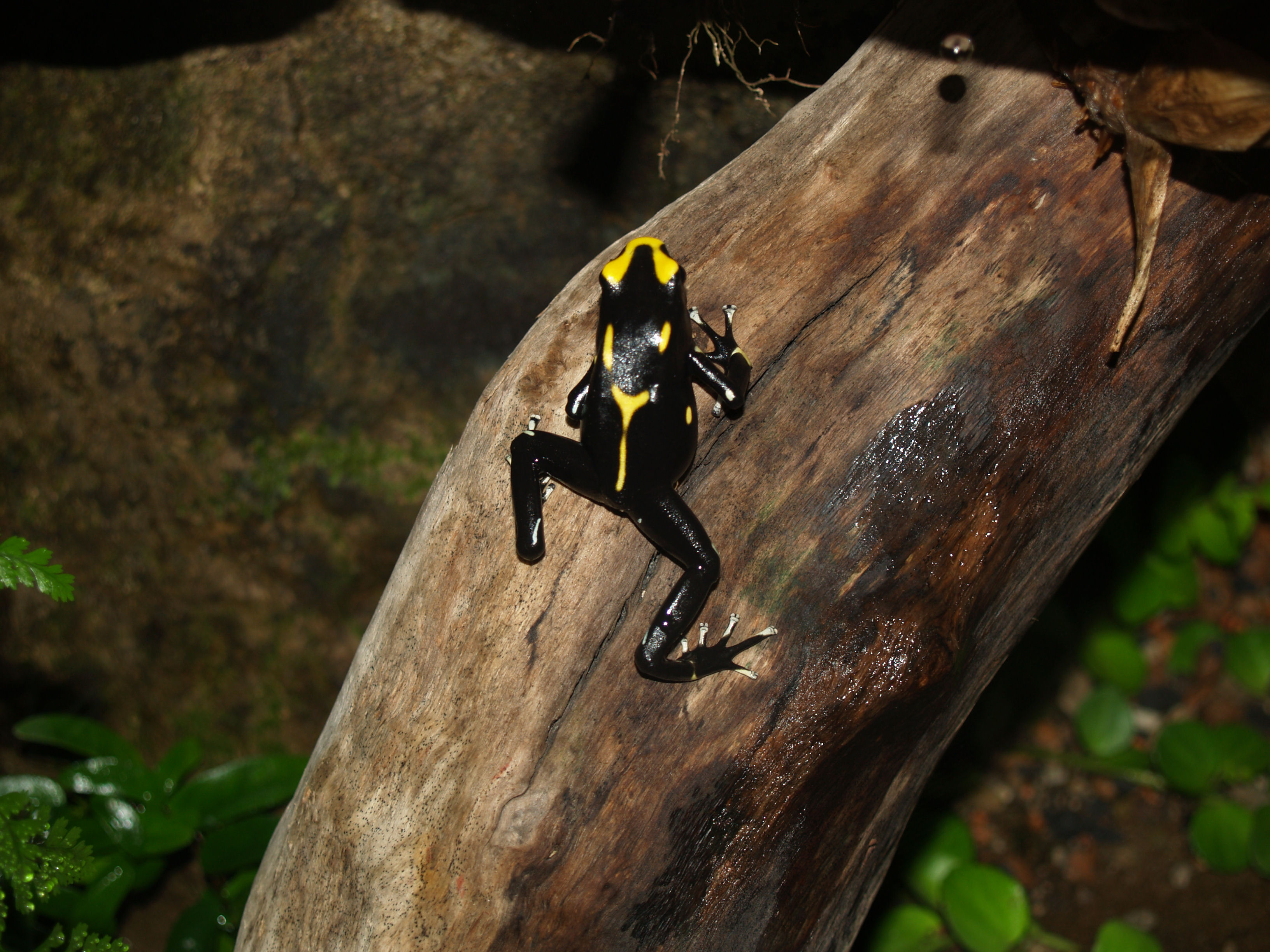
Alanis
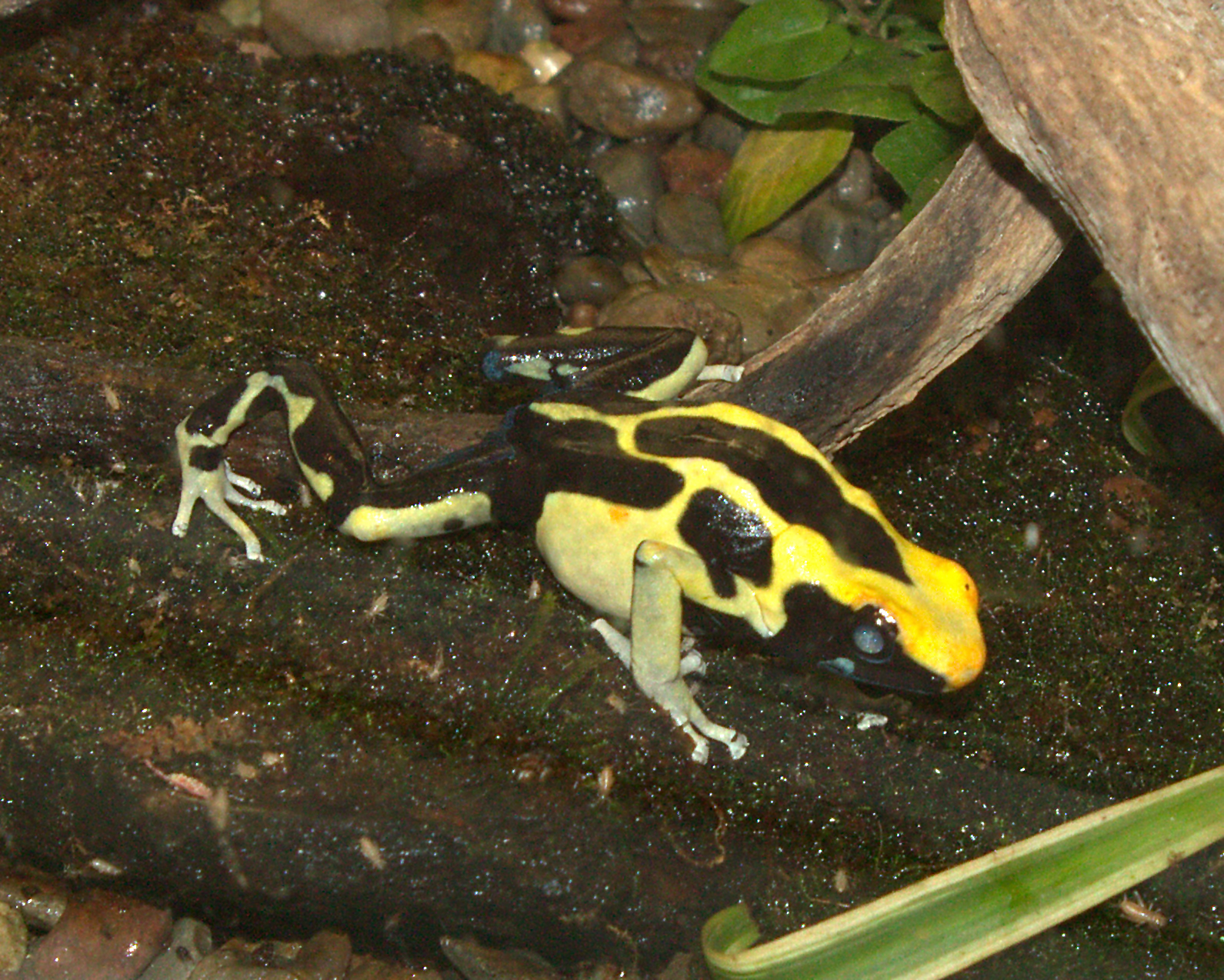
Yellow Black
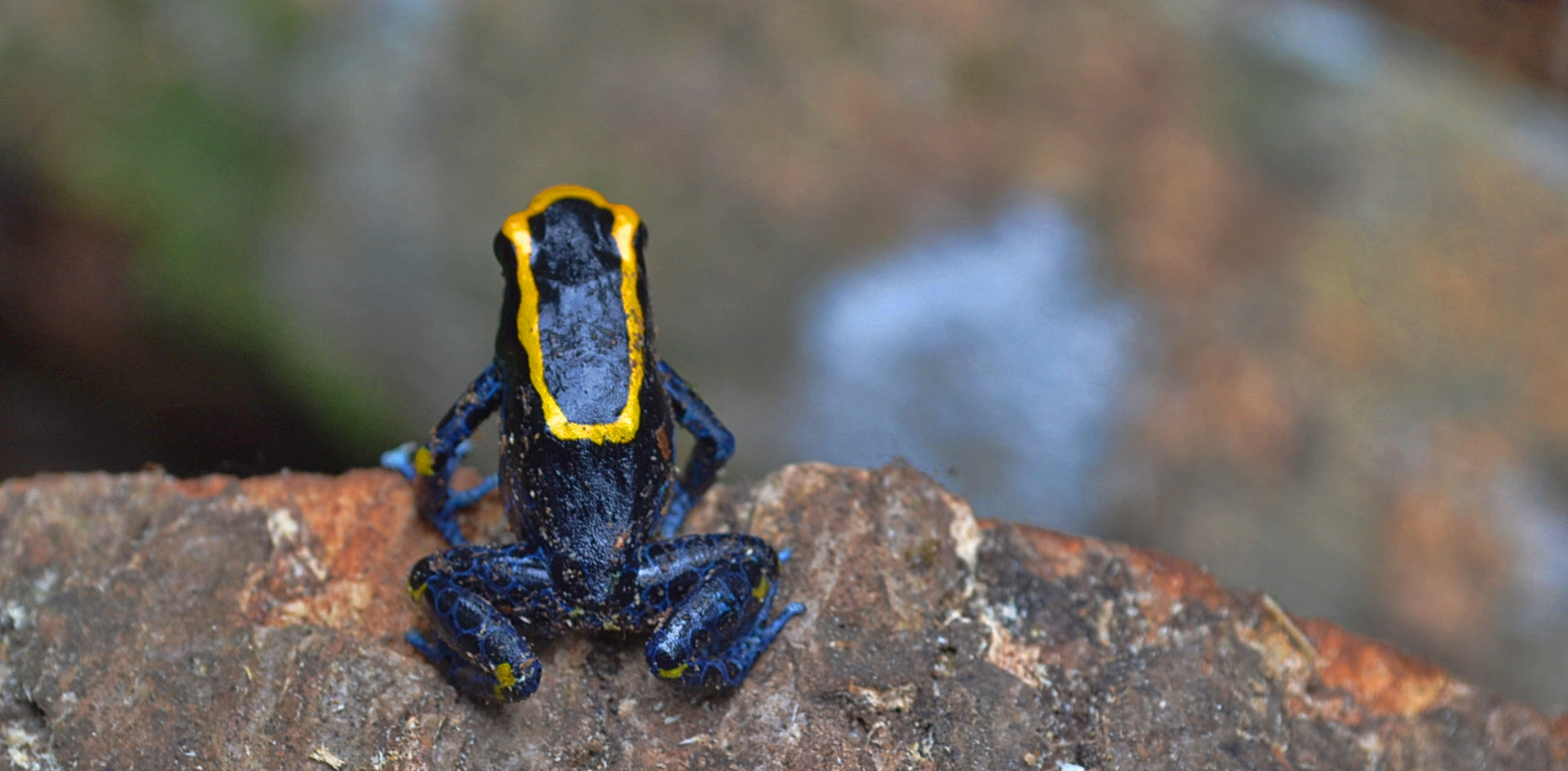
Trois Pitons
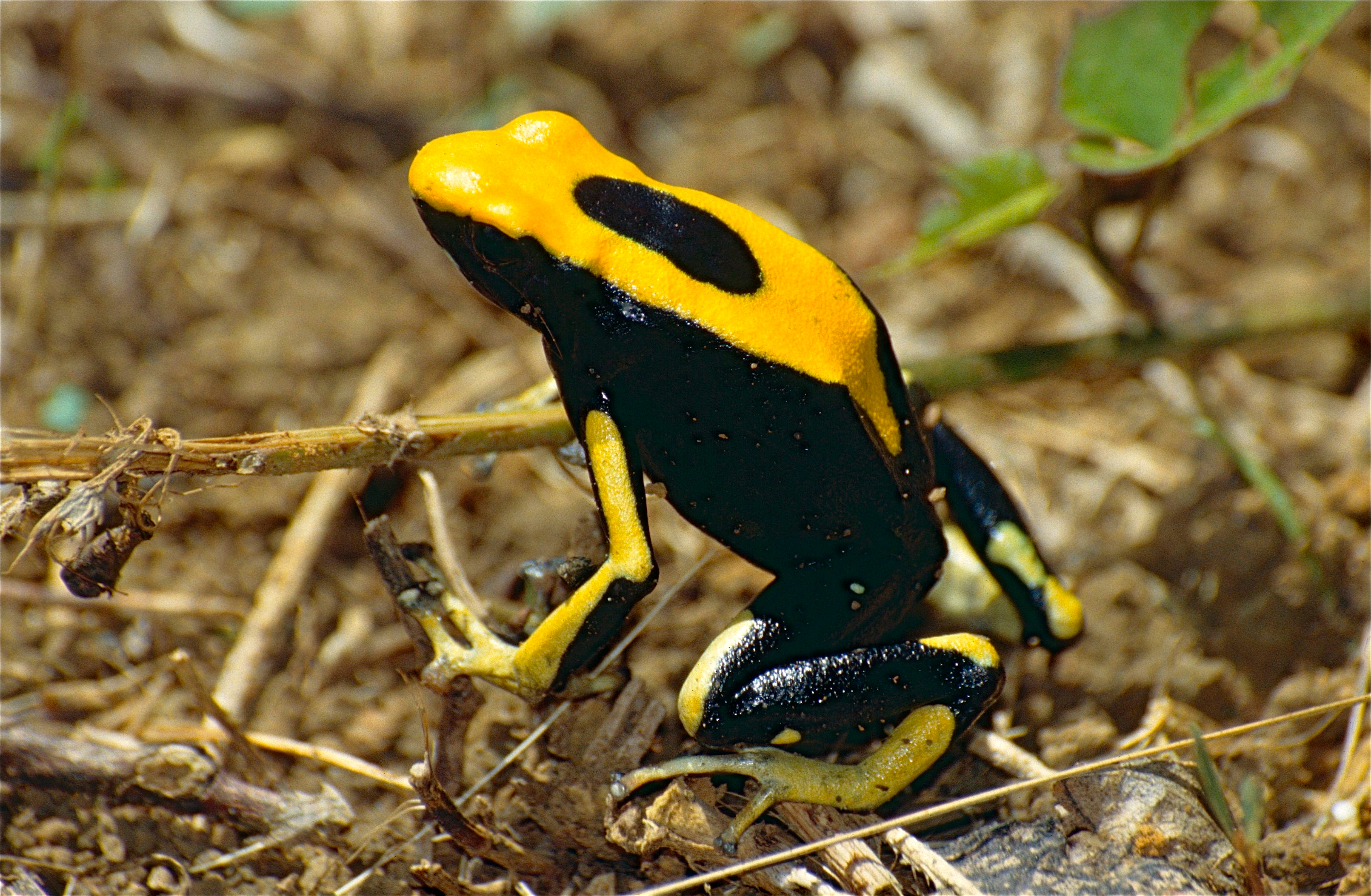
La Fumée
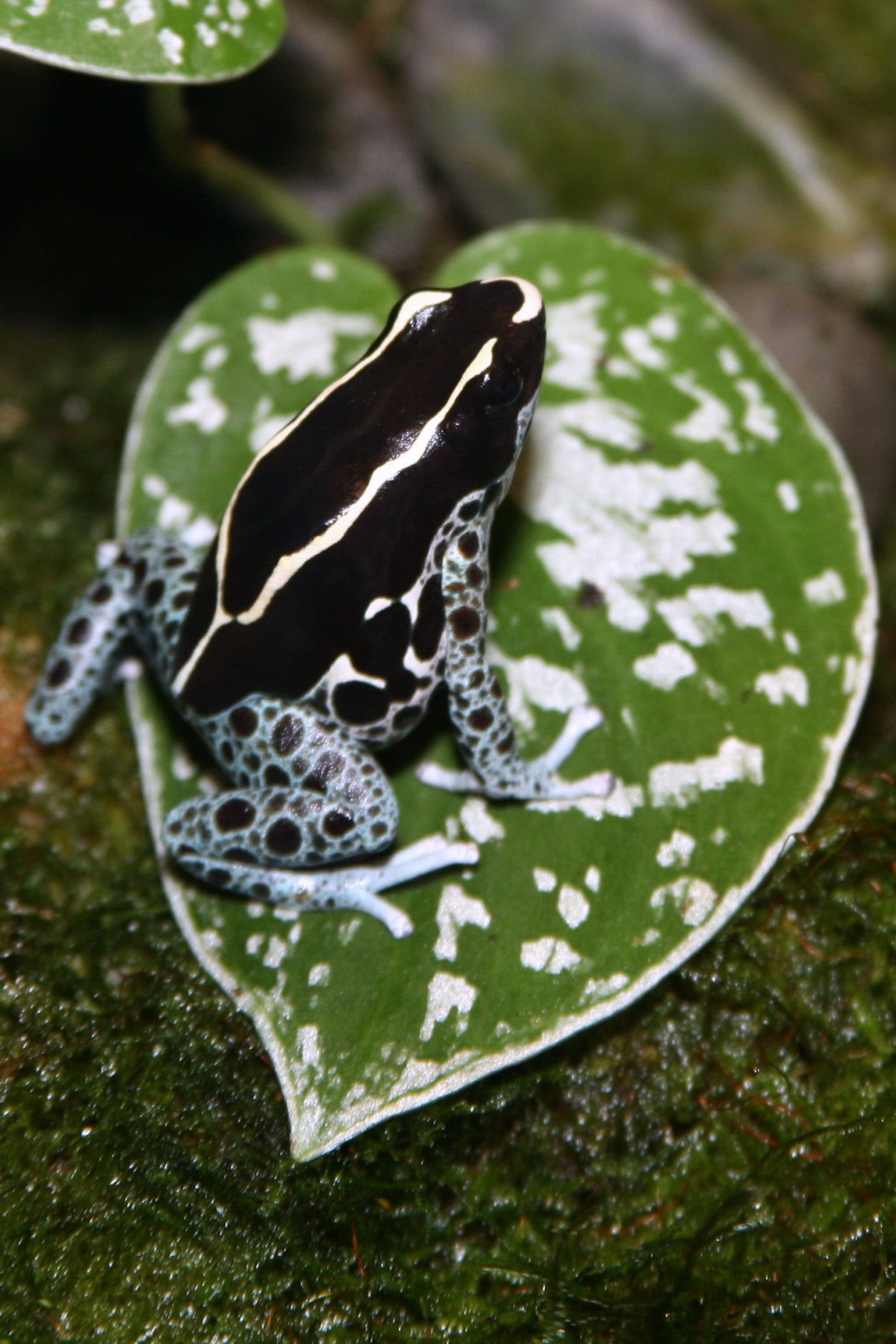
Grijspoot